# Psychoda sibilica
Psychoda sibilica är en tvåvingeart som beskrevs av Quate 1967. Psychoda sibilica ingår i släktet Psychoda och familjen fjärilsmyggor. Inga underarter finns listade i Catalogue of Life.